# Marie Vojtěcha Hasmandová
Marie Vojtěcha Hasmandová (ur. 25 marca 1914 w Huštěnovicach, Welehrad, zm. 21 stycznia 1988 w Znojmie) – czeska Czcigodna Służebnica Boża Kościoła katolickiego i przełożona generalna Zgromadzenia Sióstr Miłosierdzia św. Karola Boromeusza.

## Życiorys
Antonie Hasmandová urodziła się w 1914 roku w Huštěnovicach na Morawach Południowych. Zaczęła się uczyć w szkole prowadzonej przez siostry św. Karola Boromeusza w wieku 13 lat, a w 1933 roku wstąpiła do zgromadzenia, przyjmując imiona Marie Vojtěcha. W czasie II wojny światowej pracowała jako nauczycielka i pielęgniarka, od 1945 roku była dyrektorką w Brnie. W 1950 roku została mianowana przełożoną klasztoru zgromadzenia w Prachaticach, południowych Czechach. Dwa lata później została aresztowana za ukrywanie księdza, a następnie 19 września 1953 roku skazana przez sąd okręgowy w czeskich Budziejowicach na karę 8 lat więzienia. 10 maja 1960 roku w wyniku ogólnej amnestii została zwolniona z więzienia Pardubicach, i przez 10 lat służyła domu charytatywnym. W lipcu 1970 roku została wybrana na przełożoną generalną zgromadzenia. 3 listopada 1987 roku zdiagnozowano u niej raka płuc i zmarła 21 stycznia 1988 roku. Została pochowana na cmentarzu w Znojmo-Hradiště. 6 grudnia 2014 roku papież Franciszek ogłosił dekret o heroiczności jej cnót.